# Euclystis lampetia
Euclystis lampetia là một loài bướm đêm trong họ Erebidae.